# Erra
Erra (dER3.RA, dEr-ra, dEr3er-ra, dEr2, auch Era, dEra, dIGI.DU, qurādu, dGIR3.RA, früher auch als Ira, Irra, Lubara, Dibbarra, Gir(r)a, Ur(r)a gelesen) ist eine babylonische Pestgottheit. Erra entscheidet, wen die Pest hinwegrafft, und wen nicht.

## Ursprung
Arno Pöbel hielt Erra für sumerisch. Nach Dietz-Otto Edzard handelt es sich dagegen um eine akkadische Gottheit, auch P. Felix Gössler hält Erra für „nicht-sumerisch“. Nach J. J. M. Roberts fehlt eine detaillierte Diskussion des Ursprungs ebenso wie eine detaillierte Mythologie. Roberts will den Namen von der semitischen Wurzel *ḥ-r-r, „rösten, versengen“ ableiten.

## Erras Position im Pantheon
Im babylonischen Pantheon ist Anu der Vater Erras, seine Gemahlin ist die Unterweltsgöttin Mamitu/Mami.
Erra wird häufig mit Nergal gleichgesetzt, vornehmlich, weil beide in Kutha verehrt wurden. Era wurde unter anderem als „tapferster der Götter“, der heldenhafte und der wilde oder reißende Era bezeichnet. Er zählt wie Girra und Anu zu den Göttern der Nacht, die am Himmel stehen, wenn Šamaš und Sin untergegangen sind. Gegen die Pest wurde eine Trias von Ea, Šamaš und Marduk angerufen. Zu seinem Gefolge gehören neben Išum die Šebetti.

## Der Erra-Mythos

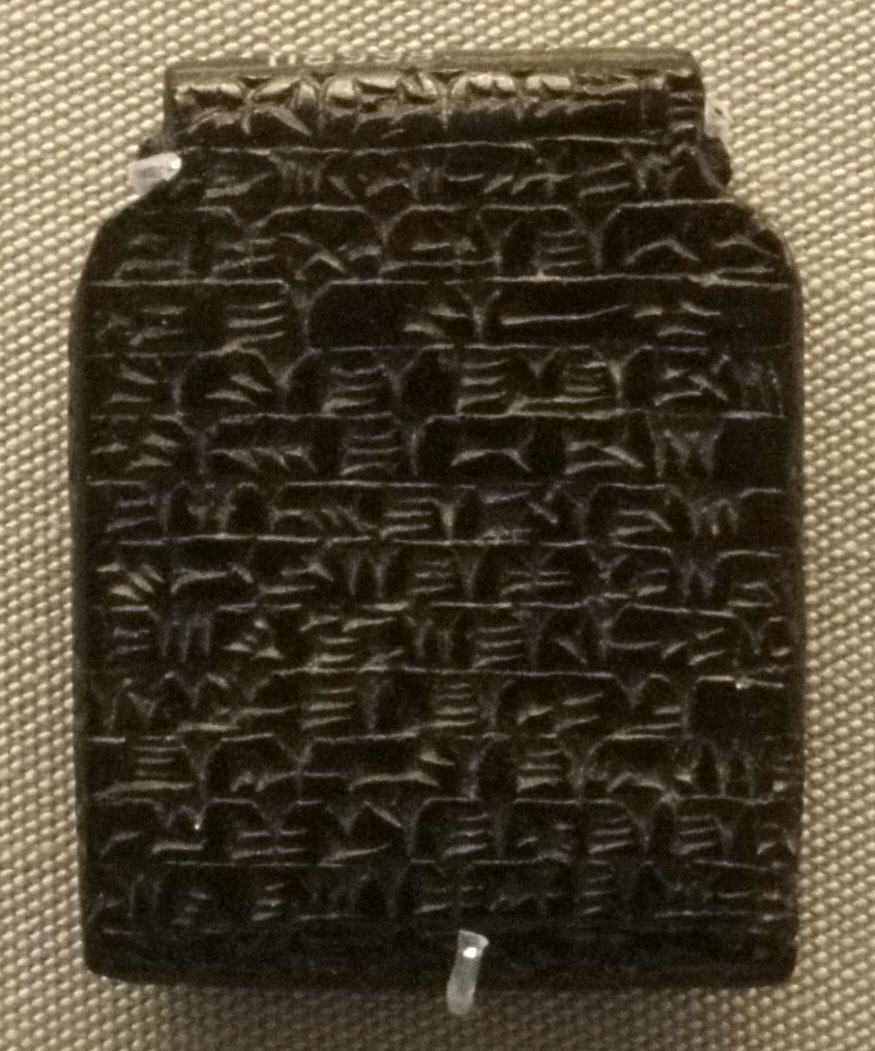
Amulett mit einem Auszug aus dem Era-Epos als Amulett gegen die Pest aus Aššur, Neo-assyrisch

Das akkadische Erra-Gedicht oder Erra-Išum Epos ša gimir dadmē, König aller Wohnstädten ist die wichtigste Quelle zur Mythologie von Erra. Abschriften dieses Mythos wurden in Niniveh, Aššur (KAR 169), Sultantepe, Babylon und Ur. Es sind 35 Versionen dieses Gedichts bekannt, mehr als vom Gilgames-Epos.
Der Verfasser war Kabti-ilāni-Marduk, der den Text im Rahmen einer Vision erhielt. Das Gedicht entstand vermutlich in Babylonien im 1. Jahrtausend vor Christus. Das Gedicht wurde gewöhnlich auf fünf Tafeln verteilt. Sein Umfang wird auf 642 Zeilen geschätzt, von denen 532 vollständig oder rekonstruierbar sind.
Wolfram von Soden will das Lied mit Unruhen in Uruk zwischen 765 und 763 v. Chr. verbinden, W. G. Lambert und Jean Bottéro mit den Einfällen der Aramäer und Suti um die Jahrtausendwende.
Das Lied schildert, wie Erra Marduk, den Stadtgott Babylons, mit einer List dazu bewog, seine Macht an ihn abzutreten. Erra und sein Gehilfe Išum, der Nachtwächter (dEN.MI.DU.DU, bēlu mūttallik muši) und Bote der Götter, der Herr der Straßen (bēl sūqi), überzeugten Marduk, dass seine Herrschaftsinsignien beschmutzt seien und der Feuergott Girra sie reinigen müsse. Marduk überlässt Erra die Macht über Babylon und seine Einwohner. Babylon wird nun von Krieg, Verwüstung und Krankheiten heimgesucht. Išum bringt Erra aber schließlich zur Raison und Erra beschließt, die Stadt glanzvoller und prächtiger denn je aufzubauen. Der Autor des Mythos wendet sich im letzten Abschnitt direkt an den Leser des Textes und empfiehlt, Tontafeln seines Texts zum Schutz vor Krankheit und Verwüstung in seinem Haus aufzuwahren, da Erra persönlich diejenigen beschützen werde, die seinen Mythos ehren.